# Enrico I di Baviera
Enrico I di Baviera (Nordhausen, 919/922 – Pöhlde, 1º novembre 955) fu duca di Lotaringia, dal 939 al 940, duca di Baviera dal 947 alla sua morte e margravio di Verona dal 952 alla morte.

## Origine
Secondo il Widukindi I, era il figlio maschio secondogenito del duca di Sassonia e re dei Franchi orientali, Enrico I di Sassonia (876 – 936) e della sua seconda moglie, Matilde di Ringelheim (890 – 968), che secondo la Vita Mahthildis Reginæ Antiquior era la figlia del conte Teodorico e della moglie Reinilda di Frisia, discendente dai vichinghi danesi, appartenente alla stirpe degli Immedingi.
Enrico I di Sassonia, secondo la Thietmari Merseburgensis episcopi chronicon, era figlio del duca di Sassonia, Ottone I e di Edvige di Babenberg (856 - 903, figlia di Enrico di Franconia e d'Ingeltrude).
Enrico di Baviera come conferma l'Annalista Saxo era fratello del re di Germania e futuro imperatore, Ottone I.

## Biografia
Enrico lo troviamo citato assieme alla sorella Edvige, nel documento nº 37 del Heinrici I diplomata, datato 19 maggio 935, inerente ad una donazione fatta dal padre, il re di Germania, Enrico I.
Secondo il Thietmari Merseburgensis episcopi chronicon Eberardo di Franconia, che già l'anno prima si era ribellato al nuovo re di Germania, Ottone I, ed era stato privato del suo ducato, nel 938, catturò e mise in catene Enrico di Baviera, fratello del re.
Eberardo, nel 939, dopo essere stato liberato, si alleò a Gilberto di Lotaringia, e organizzò ancora una rivolta contro Ottone I, a cui partecipò anche Enrico, nella speranza di conquistare il trono; secondo lo storico britannico, Timothy Reuter, specializzato nello studio della Germania medievale, nel suo Germany in the Early Middle Ages, 800-1056, sostiene che i ribelli vennero sconfitti a Birten e ad Andernach, e in quest'ultima battaglia, Eberardo fu ucciso, mentre Gilberto annegò nell'attraversamento del Reno, come viene confermato dal Reginonis Chronicon, Continuator Reginonis Trevirensis; Enrico invece, dopo la sconfitta di Birten era stato costretto a lasciare la Germania, e, dopo la sconfitta di Andernach, a cui non partecipò, si recò alla corte di Luigi IV di Francia, che, nel frattempo aveva appoggiato i ribelli e, poco dopo, fu perdonato e si riconciliò con il fratello dal quale ottenne il Ducato di Lotaringia. Non avendo avuto la capacità di governare effettivamente la Lorena, forse a causa della sua passata ribellione, nel 940, fece ritorno in Sassonia.
Enrico, tra il 940 ed il 941, assieme ai Sassoni orientali, complottò l'uccisione di Ottone I (complotto a cui partecipò anche Lotario II di Walbeck), per sostituirlo sul trono; il giorno di Pasqua del 941, Ottone che aveva scoperto l'intrigo, si presentò a Quedlinburg, con una grande scorta, catturò e fece mettere a morte i congiurati; Enrico, che era riuscito a fuggire, venne catturato e messo in prigione a Ingelheim. Venne rilasciato solo dopo una lunga penitenza, durata sino al Natale di quello stesso anno, pare per l'intervento della madre, Matilde; questa volta la riconciliazione fu definitiva.
Nel 947 acquisì il ducato di Baviera, che, secondo il Thietmari Merseburgensis episcopi chronicon, gli fu assegnato dal fratello Ottone I. Dapprima difese e poi ampliò il suo ducato nelle guerre contro gli Ungari. Secondo i voleri del fratello, scese in Italia, nel 951 per difendere Adelaide contro Berengario II e che dopo l'arrivo di Ottone I, da quest'ultimo fu sposata e fu incoronata regina a Pavia. Nel 952 venne nominato dal fratello margravio di Verona, poiché Ottone I voleva avere libero accesso al Regno d'Italia nel caso in cui fosse stato necessario intervenire contro Berengario II d'Ivrea.
Ancora secondo il Thietmari Merseburgensis episcopi chronicon, tra il 953 ed il 954 venne sconfitto e cacciato da Ratisbona, capitale del suo ducato, e dove lasciò moglie e figli, dal nipote (il figlio di suo fratello Ottone I), Liudolfo di Svevia e da Corrado di Lorena (genero di Ottone I), ma fu prontamente aiutato dal fratello, il re Ottone I, che invase la Baviera e riportò Enrico nel suo ducato, nel 955, come viene confermato dal Reginonis Chronicon, Continuator Reginonis Trevirensis.
Poco dopo, in quello stesso anno (955), Enrico morì, nel monastero di Pöhlde; gli Annales Necrologici Fuldenses confermano l'anno della morte (annus 955) e precisano anche il giorno: 1º novembre (Kal Nov). Venne sepolto nell'Abbazia di Niedermünster a Ratisbona, dove, circa vent'anni dopo, lo seguirà la moglie Giuditta. Egli, prima della morte, fu invitato al pentimento di due sue azioni da parte del vescovo Michele di Ratisbona: le sue colpe erano di aver castrato il patriarca di Aquileia Engelfredo e di aver accecato il vescovo di Salisburgo della dinastia Luitpoldingia (la dinastia che reggeva il suo ducato prima dei Liudolfingi) Eroldo; egli si pentì solo del primo gesto, ma non del secondo.
Come duca di Baviera gli succedette il figlio, Enrico II, sotto la tutela della madre Giuditta.

## Matrimonio e discendenza
Secondo il Widukindi Res Gestæ Saxonicæ II, Enrico aveva sposato, nel 938 circa, Giuditta di Baviera, che era figlia del duca di Baviera, Arnolfo, detto il Cattivo o il Demonio e di Giuditta del Friuli, figlia del conte Eberardo di Sülichgau (discendente dall'Unrochingio, Eberardo del Friuli) e di Gisella di Verona.
Enrico da Giuditta ebbe tre figli:
- Ota, badessa dell'abbazia San Salvatore di Brescia dopo Berta, figlia di Berengario I. Secondo Tiziana Lazzari, che cita due documenti del 960 e 961 in cui è definita ex regalis progenie orta, tale badessa era figlia primogenita di Enrico[29][30].
- Gerberga (ca. 940 - † 1001), badessa di Gandersheim, come ci conferma la Thietmari Merseburgensis episcopi chronicon[31];
- Edvige († 994), che sposò il duca di Svevia, Burcardo III († 973), come ci conferma il Widukindi Res Gestæ Saxonicæ III[32];
- Enrico[4] , detto il Litigioso (951 - † 995), duca di Baviera[4].

## Ascendenza
|                         |                         |                     | Genitori            |  |  | Nonni |  |  | Bisnonni             |  |  | Trisnonni |  |
|                         |                         |                     |                     |  |  |       |  |  | Liudolfo di Sassonia |  |  | Bruno     |  |
|                         |                         |                     |                     |  |  |       |  |  | Liudolfo di Sassonia |  |  | Bruno     |  |
|                         |                         | Gisla di Verla      |                     |  |  |       |  |  | Liudolfo di Sassonia |  |  |           |  |
| Ottone l'Illustre       |                         |                     |                     |  |  |       |  |  | Liudolfo di Sassonia |  |  |           |  |
|                         |                         | Oda di Billung      | Billung             |  |  |       |  |  |                      |  |  |           |  |
|                         |                         | Oda di Billung      | Billung             |  |  |       |  |  |                      |  |  |           |  |
|                         |                         | Oda di Billung      | …                   |  |  |       |  |  |                      |  |  |           |  |
| Enrico l'Uccellatore    |                         | Oda di Billung      |                     |  |  |       |  |  |                      |  |  |           |  |
|                         |                         | Enrico di Franconia | …                   |  |  |       |  |  |                      |  |  |           |  |
|                         |                         | Enrico di Franconia | …                   |  |  |       |  |  |                      |  |  |           |  |
|                         |                         | Enrico di Franconia | …                   |  |  |       |  |  |                      |  |  |           |  |
| Edvige di Babenberg     |                         | Enrico di Franconia |                     |  |  |       |  |  |                      |  |  |           |  |
|                         |                         | Ingeltrude          | Eberardo del Friuli |  |  |       |  |  |                      |  |  |           |  |
|                         |                         | Ingeltrude          | Eberardo del Friuli |  |  |       |  |  |                      |  |  |           |  |
|                         |                         | Ingeltrude          | Gisella             |  |  |       |  |  |                      |  |  |           |  |
| Enrico I di Baviera     |                         | Ingeltrude          |                     |  |  |       |  |  |                      |  |  |           |  |
|                         | Reginhart di Ringelheim | …                   |                     |  |  |       |  |  |                      |  |  |           |  |
|                         | Reginhart di Ringelheim | …                   |                     |  |  |       |  |  |                      |  |  |           |  |
|                         | Reginhart di Ringelheim | …                   |                     |  |  |       |  |  |                      |  |  |           |  |
| Teodorico di Ringelheim | Reginhart di Ringelheim |                     |                     |  |  |       |  |  |                      |  |  |           |  |
|                         |                         | Matilda             | …                   |  |  |       |  |  |                      |  |  |           |  |
|                         |                         | Matilda             | …                   |  |  |       |  |  |                      |  |  |           |  |
|                         |                         | Matilda             | …                   |  |  |       |  |  |                      |  |  |           |  |
| Matilde di Ringelheim   |                         | Matilda             |                     |  |  |       |  |  |                      |  |  |           |  |
|                         |                         | …                   | …                   |  |  |       |  |  |                      |  |  |           |  |
|                         |                         | …                   | …                   |  |  |       |  |  |                      |  |  |           |  |
|                         |                         | …                   | …                   |  |  |       |  |  |                      |  |  |           |  |
| Reinilde di Godefrid    |                         | …                   |                     |  |  |       |  |  |                      |  |  |           |  |
|                         |                         | …                   | …                   |  |  |       |  |  |                      |  |  |           |  |
|                         |                         | …                   | …                   |  |  |       |  |  |                      |  |  |           |  |
|                         |                         | …                   | …                   |  |  |       |  |  |                      |  |  |           |  |
|                         |                         | …                   |                     |  |  |       |  |  |                      |  |  |           |  |

### Fonti primarie
- (LA)  Monumenta Germaniae Historica, Scriptores, tomus primus.
- (LA)  Monumenta Germaniae Historica, Scriptores, tomus III.
- (LA)  Monumenta Germaniae Historica, Scriptores, tomus VI.
- (LA)  Monumenta Germaniae Historica, Scriptores, tomus X.
- (LA)  Monumenta Germaniae Historica, Scriptores, tomus XIII.
- (LA)  Monumenta Germaniae Historica, Diplomata regum et imperatorumi Germaniae, tomus I, Conradi I. Heinrici I. et Ottonis I. diplomata.
- (LA)  Thietmari Merseburgensis episcopi chronicon Archiviato il 10 maggio 2009 in Internet Archive..

### Letteratura storiografica
- (EN)  WIKING; Timothy Reuter, Germany in the Early Middle Ages, 800-1056[collegamento interrotto].
- C.W. Previté-Orton, L'Italia nel X secolo, in «Storia del mondo medievale», vol. II, 1999, pp. 662–701
- Austin Lane Poole, Germania: Enrico I e Ottone il Grande, in «Storia del mondo medievale», vol. IV, 1999, pp. 84–111
- Austin Lane Poole, Ottone II e Ottone III, in «Storia del mondo medievale», vol. IV, 1999, pp. 112–125
- Tiziana Lazzari, Fra Longobardi e Carolingi. Identità e patrimonio di San Salvatore di Brescia nei diplomi regi e nei privilegi pontifici (secoli IX-XII) (PDF), in Quaderni Storici. Nuova serie, vol. 174, fascicolo 3, Bologna, Società editrice il Mulino, dicembre 2023,  pp. 765-787, DOI:10.1408/114580, ISSN 0301-6307 (WC · ACNP).
- Tiziana Lazzari, Ota, una badessa di stirpe regia, in Ritratti di donne: una Storia di esperienze. Saggi per Paola Guglielmotti, collana Quaderni della Società Ligure di Storia Patria, Stefano Gardini (diretta da), vol. 16, Genova, Società Ligure di Storia Patria, 2024,  pp. 63-87, DOI:10.5281/zenodo.13862766, ISBN 979-12-81845-05-3, ISSN 2464-9767 (WC · ACNP).